# Präsidentschafts- und Parlamentswahl in Tansania 2005
Die Präsidentschafts- und Parlamentswahl in Tansania 2005 fand am 14. Dezember statt. Bei ihr wurden der Präsident der Republik und die Mitglieder der Nationalversammlung gewählt.

## Ergebnis

### Präsidentschaftswahl
| Kandidaten                                                                            | Parteien                          | Stimmen    | %    |
| ------------------------------------------------------------------------------------- | --------------------------------- | ---------- | ---- |
| Jakaya Kikwete                                                                        | Chama Cha Mapinduzi               | 9.123.952  | 80,3 |
| Ibrahim Lipumba                                                                       | Civic United Front                | 1.327.125  | 11,7 |
| Freeman Mbowe                                                                         | Chama cha Demokrasia na Maendeleo | 668.756    | 5,9  |
| Augustine Mrema                                                                       | Tanzania Labour Party             | 84.901     | 0,7  |
| Sengondo Mvungi                                                                       | NCCR – Mageuzi                    | 55.819     | 0,5  |
| Mchungaji Augustine Mtikila                                                           | Democratic Party                  | 31.083     | 0,3  |
| Emmanuel Makaidi                                                                      | National League for Democracy     | 21.574     | 0,2  |
| Anna Senkoro                                                                          | PPT – Maendeleo                   | 18.783     | 0,2  |
| Leonard Shayo                                                                         | Demokrasia Makini                 | 17.070     | 0,2  |
| Paul Henry Kyara                                                                      | Sauti ya Umma                     | 16.414     | 0,1  |
| Gesamt                                                                                | Gesamt                            | 11.365.477 | 100  |
|                                                                                       |                                   |            |      |
| Ungültige Stimmen                                                                     | Ungültige Stimmen                 | 510.450    | 4,3  |
| Wähler                                                                                | Wähler                            | 11.875.927 | 72,4 |
| Wahlberechtigte                                                                       | Wahlberechtigte                   | 16.401.694 |      |
|                                                                                       |                                   |            |      |
| Quellen: National electoral commission, Ergebnis nach Regionen – EISA, Gesamtergebnis |                                   |            |      |

### Parlamentswahl
| Listen                                                           | Stimmen    | %    | Mandate |
| ---------------------------------------------------------------- | ---------- | ---- | ------- |
| Chama Cha Mapinduzi                                              | 7.579.897  | 70,0 | 264     |
| Civic United Front                                               | 1.542.254  | 14,2 | 30      |
| Chama cha Demokrasia na Maendeleo                                | 888.133    | 8,2  | 11      |
| Tanzania Labour Party                                            | 306.219    | 2,8  | 1       |
| NCCR – Mageuzi                                                   | 239.452    | 2,2  | –       |
| United Democratic Party                                          | 155.887    | 1,4  | 1       |
| Chama cha Haki na Ustawi                                         | 38.085     | 0,4  | –       |
| Jahazi Asilia                                                    | 21.042     | 0,2  | –       |
| PPT – Maendeleo                                                  | 13.532     | 0,1  | –       |
| Democratic Party                                                 | 11.876     | 0,1  | –       |
| Tanzania Democratic Alliance                                     | 6.845      | 0,1  | –       |
| Sauti ya Umma                                                    | 6.085      | 0,1  | –       |
| National League for Democracy                                    | 6.054      | 0,1  | –       |
| United People’s Democratic Party                                 | 5.456      | 0,1  | –       |
| National Reconstruction Alliance                                 | 3.459      | 0,0  | –       |
| Demokrasia Makini                                                | 2.102      | 0,0  | –       |
| Forum for Restoration of Democracy                               | 1.625      | 0,0  | –       |
| Union for Multiparty Democracy                                   | 1.510      | 0,0  | –       |
| Mitglieder von Rechts wegen                                      | –          | –    | 16      |
| Gesamt                                                           | 10.829.513 | 100  | 323     |
|                                                                  |            |      |         |
| Ungültige Stimmen                                                | 608.837    | 5,3  |         |
| Wähler                                                           | 11.438.350 | 69,6 |         |
| Wahlberechtigte                                                  | 16.425.913 |      |         |
|                                                                  |            |      |         |
| Quelle: National electoral commission, Ergebnis nach Wahlkreisen |            |      |         |